# GV (기업)
GV 또는 GV 매니지먼트 컴퍼니, L.L.C.(GV Management Company, L.L.C.)는 빌 메리스가 설립한 알파벳의 벤처 캐피탈 투자 부문으로 기술 회사에 종자, 벤처 및 성장 단계 자금을 제공한다. 2009년 구글 벤처스(Google Ventures)라는 사명으로 설립된 이 회사는 2015년부터 알파벳의 검색 및 광고 거대 기업인 구글과 독립적으로 운영되었다. GV는 인터넷, 소프트웨어 및 하드웨어에서 생명 과학, 의료, 인공 지능, 운송, 사이버 보안 및 농업에 이르기까지 다양한 분야의 신생 기업에 대한 투자를 모색한다.